# Quma, Chongqing
Quma (kinesiska: 渠马) är en köping i sydvästra Kina. Den ligger i Yunyang härad i storstadsområdet Chongqing, omkring 260 kilometer nordost om det centrala stadsdistriktet Yuzhong. Antalet invånare är 10 644. Befolkningen består av 5 392 kvinnor och 5 252 män. Barn under 15 år utgör 24,0 %, vuxna 15-64 år 59 %, och äldre över 65 år 15,0 %.